# Виенска операция
Виенската настъпателна операция е операция на войските на Втори украински фронт с командващ Родион Малиновски и Трети украински фронт с командващ Фьодор Толбухин. Тя се провежда в периода 16 март – 15 април 1945 г. до овладяването на Виена. На път към столицата на Австрия е разгромена 6-а СС танкова армия. На 13 април 1945 година Виена е превзета. Успешните бойни действия на българските войски при Чаковец – т.нар. Чаковецка операция, осигуряват южния фланг на 3-ти Украински фронт при провеждането на Виенската операция.